# میشل دالتون
میشل دالتون (انگلیسی: Michele Dalton؛ زادهٔ ۵ نوامبر ۱۹۸۸) بازیکن فوتبال اهل ایالات متحده آمریکا است.
از باشگاه‌هایی که در آن بازی کرده‌است می‌توان به شیکاگو رد استارز اشاره کرد.